# New Yorks ungdom
New Yorks ungdom (originaltitel Little Old New York) er en amerikansk stumfilm fra 1923 af Sidney Olcott.

## Medvirkende
- Marion Davies som Patricia O'Day
- Stephen Carr som Patrick O'Day
- J.M. Kerrigan som John O'Day
- Harrison Ford som Larry Delavan
- Courtenay Foote som Robert Fulton
- Mahlon Hamilton som Washington Irving